# March CG891
A March CG891 egy Formula–1-es versenyautó, melyet a March csapat versenyeztetett az 1989-es Formula–1 világbajnokság során. Pilótái Maurício Gugelmin és Ivan Capelli voltak.

## Áttekintés
Az Adrian Newey által tervezett autó hasonló aerodinamikai koncepciót követett, mint az előd 881-es modell, azokat még letisztultabbá téve. A meghajtásért ezúttal is a Judd motorjai feleltek, Az autók festése maradt a jellegzetes türkiz, a Leyton House, mint főszponzor miatt. Összesen öt kasztni készült, melyek nevében a CG Cesare Gariboldira utal, a csapat egyik menedzserére, aki 1988 telén életét vesztette egy autóbalesetben.
Az első két futamon még a 881-essel vettek részt, az autó először Monacóban mutatkozott be. Ugyan egyikük sem fejezte be a futamot, Capellit tizenegyedikként rangsorolták. Ő aztán egész idényben csak még egyszer, Belgiumban tudott célbaérni. A francia nagydíjon Gugelmin a rajt után összetörte az autóját, ezért átült a tartalék autóba, amivel megfutotta a verseny leggyorsabb körét (igaz, nem rangsorolták, mert 9 kör hátrányt szedett össze). Ezen a versenyen Capelli a második helyen is haladt, de végül kiesett.
Sok meghibásodásuknak volt az oka a váltómű fogaskerékháza, amelyet úgy alakítottak ki, hogy segítse a diffúzor működését. Később úgy oldották ezt meg, hogy megvastagították a falát. Más hibákat a Judd-motor okozott, azon belül is a gyújtás, ugyanis a különleges kialakítású motor miatt a Magneti Marelli megoldását alkalmazták, ellentétben más csapatokkal. Ugyan ezzel az autóval egyetlen pontot sem szereztek, a 881-essel szerzett négy pontnak köszönhetően konstruktőri tizenkettedikek lettek az idény végén.

## Eredmények
| Év   | Csapat                         | Motor   | Gumik | Pilóták           | 1   | 2   | 3   | 4   | 5   | 6   | 7   | 8   | 9   | 10  | 11  | 12  | 13  | 14  | 15  | 16  | Pontok | Helyezés |
| ---- | ------------------------------ | ------- | ----- | ----------------- | --- | --- | --- | --- | --- | --- | --- | --- | --- | --- | --- | --- | --- | --- | --- | --- | ------ | -------- |
| 1989 | Leyton House March Racing Team | Judd EV | G     |                   | BRA | SMR | MON | MEX | USA | CAN | FRA | GBR | GER | HUN | BEL | ITA | POR | ESP | JPN | AUS | 4*     | 12.      |
| 1989 | Leyton House March Racing Team | Judd EV | G     | Maurício Gugelmin |     |     | KI  | NK  | KIZ | KI  | NR  | KI  | KI  | KI  | 7   | KI  | 10  | KI  | 7   | 7   | 4*     | 12.      |
| 1989 | Leyton House March Racing Team | Judd EV | G     | Ivan Capelli      |     |     | 11  | KI  | KI  | KI  | KI  | KI  | KI  | KI  | 12  | KI  | KI  | KI  | KI  | KI  | 4*     | 12.      |

* Összes pontjukat a March 881-essel szerezték